# Никитенко, Дарья Павловна
Дарья Павловна Никитенко (1912, Михайловская, Кубанская область — неизвестно) — передовик советского сельского хозяйства, звеньевая совхоза «Чехрак» Министерства сельского хозяйства СССР, Кошехабльский район Адыгейской автономной области (ныне — Республика Адыгея) Герой Социалистического Труда (19.05.1948).

## Биография
Родилась в 1912 году в станице Михайловской Лабинский отдел Кубанской области в семье крестьянина-бедняка. Трудовую деятельность начала в 1924 году. В семье было пятеро детей, и все — девочки. Самой старшей — Дарье приходилось быть то пастухом, то погонщиком быков.
В 1928 году Дарья вместе с родителями переехала в Ленинград, где работала на заводе разнорабочей, а затем шлифовальщицей.
В 1941 году, когда муж Дарьи Павловны ушёл на фронт, она вместе с малолетним сыном возвратилась на Кубань в Адыгею и поступила в совхоз «Чехрак» Кошехабльского района. Здесь она работала разнорабочей, ездовой, прицепщицей в тракторной бригаде. А затем стала руководителем полеводческого звена, в которое входили 10 молодых трудолюбивых женщин. Самоотверженно трудилась в годы Великой Отечественной войны, была награждена медалью «За доблестный труд в Великой Отечественной войне 1941—1945 гг.».
Звено Д. П. Никитенко приняло самое активное участие в восстановлении хозяйства совхоза, разрушенного фашистскими захватчиками.
Особенно больших успехов добилось звено в 1947 году. На закреплённый участок женщины вывезли десятки тонн местных удобрений и щедро удобрили конопляную плантацию. Посевы прокультивировали четырежды, провели четыре ручных прополки. И урожай южной конопли выдался отменный. Многие работники были отмечены правительственными наградами. А трое звеньевых совхоза «Чехрак» Беликова В. Я., Шинкорёва Е. П. в том числе Дарья Павловна, и директор совхоза 3. А. Першин были удостоены звания Героя Социалистического Труда.
Грамота Президиума Верховного Совета СССР, выданная Никитенко Д. П., гласит:

 "За ваши исключительные заслуги перед государством, выразившиеся в получении в 1947 году урожая стебля южной конопли 65 центнера и семян южной конопли 7 центнера с гектара на площади 7 гектаров, Президиум Верховного Совета СССР своим Указом от 19 мая 1948 года присвоил Вам звание Героя Социалистического Труда с вручением ордена Ленина и золотой медали «Серп и Молот»— Н. Г. Апарин, А.В. Киселёв. Золотые Звёзды Адыгеи. — 2-е изд. доп. дораб.. — Майкоп: ГУП Республиканское издат.-полигр. предприятие Адыгея, 1980. — С. 172—173. — 220 с. — 5000 экз.
Двадцать лет проработала Дарья Павловна звеньевой совхоза «Чехрак». Она имела много почётных грамот и благодарностей. Неоднократно избиралась депутатом Дмитриевского сельского и Кошехабльского районного Советов народных депутатов. Д. П. Никитенко — персональный пенсионер союзного значения.

## Награды
- Золотая медаль «Серп и Молот» (19.05.1948);
- Орден Ленина (19.05.1948);
- Медаль «В ознаменование 100-летия со дня рождения Владимира Ильича Ленина» (06.04.1970)[1];
- Медаль «За доблестный труд в Великой Отечественной войне 1941—1945 гг.»[1].

## Память

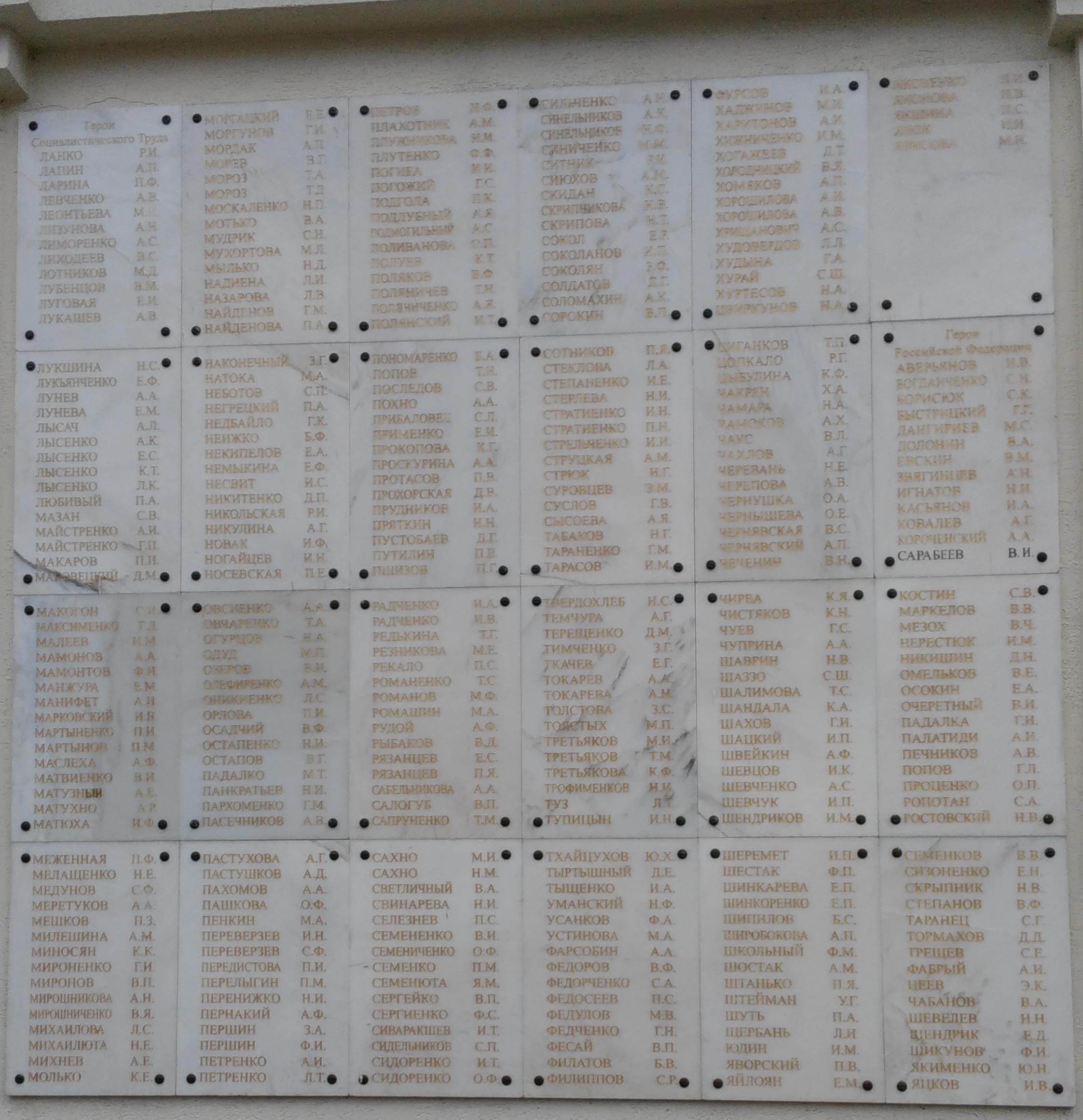
Мемориальная доска с именами Героев Социалистического Труда Кубани и Адыгеи. Краснодар 2017

- На могиле установлен надгробный памятник.
- Имя Героя золотыми буквами вписано на мемориальной доске в Краснодаре